# Norweski Uniwersytet Naukowo-Techniczny
Norweski Uniwersytet Naukowo-Techniczny (norw. Norges teknisk-naturvitenskapelige universitet, skrótowiec NTNU) – największy z sześciu norweskich uniwersytetów. Jego główna siedziba znajduje się w Trondheim.

## Historia
Uczelnia powstała w 1996 w wyniku fuzji trzech instytucji: Uniwersytetu w Trondheim (Universitetet i Trondheim), Konserwatorium Muzycznego w Trondheim (Musikkonservatoriet i Trondheim, założonego w 1973) oraz Akademii Sztuki w Trondheim (Kunstakademiet i Trondheim, założonej w 1987).
Uniwersytet w Trondheim z kolei powstał w 1968 przez luźne połączenie w jedną instytucję Norweskiej Wyższej Szkoły Technicznej (Norges tekniske høgskole, założonej w 1910), Wyższej Szkoły Nauk Ogólnych (Den allmennvitenskapelige høgskole, założonej w 1922) oraz Muzeum Nauki (Vitenskapsmuseet, założonego w 1767); w 1975 powiększono go o Wydział Medyczny (Det medisinske fakultet).
W styczniu 2016 do Norweskiego Uniwersytetu Naukowo-Technicznego przyłączono trzy szkoły wyższe, znajdujące się w Trondheim (Høgskolen i Sør-Trøndelag), Ålesund (Høgskolen i Ålesund) i Gjøvik (Høgskolen i Gjøvik). Po tej fuzji stał się on największym uniwersytetem w Norwegii.

## Wydziały
Uczelnia posiada następujące wydziały:
- Wydział Architektury i Sztuk Pięknych
- Wydział Budownictwa i Inżynierii
- Wydział Informatyki, Matematyki i Elektroniki
- Wydział Medyczny
- Wydział Nauk Przyrodniczych i Technologii
- Wydział Socjologii i Marketingu
- Wydział Sztuki.

## Galeria

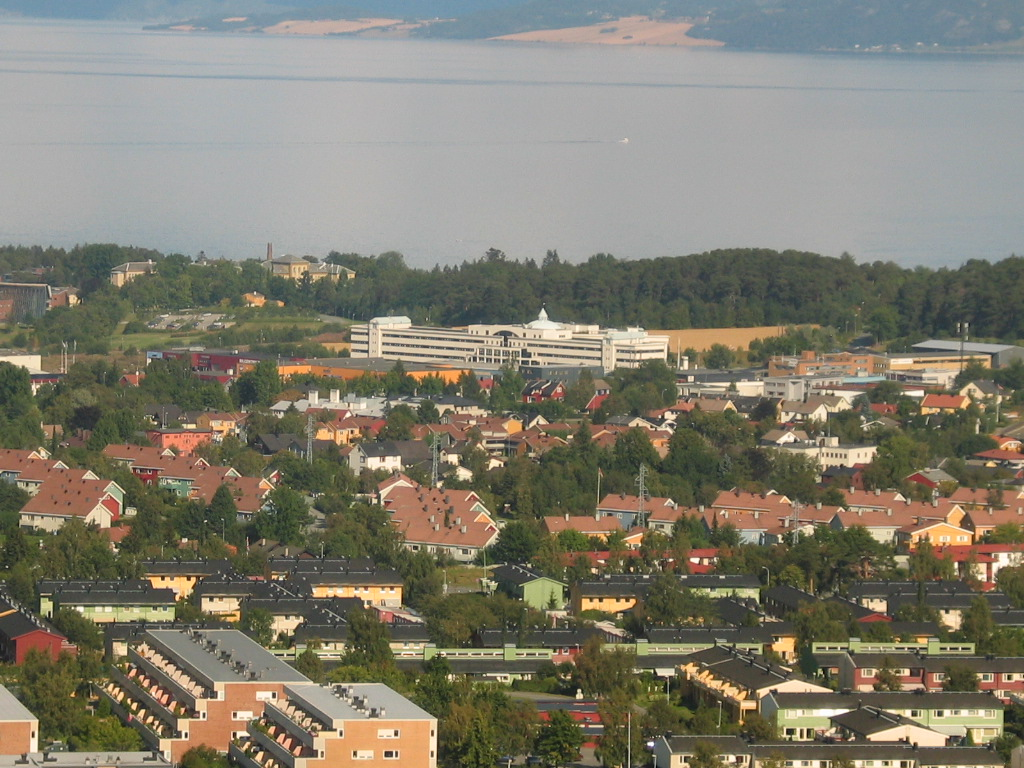
Wydział Medyczny
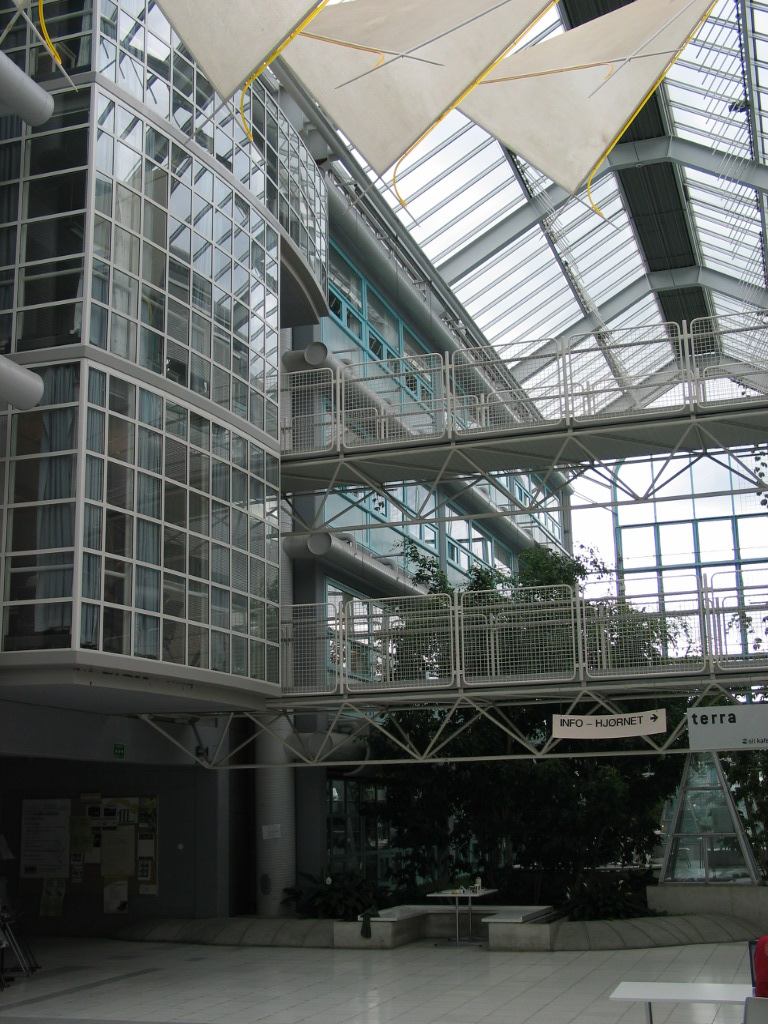
Wydział Informatyki, Matematyki i Elektroniki
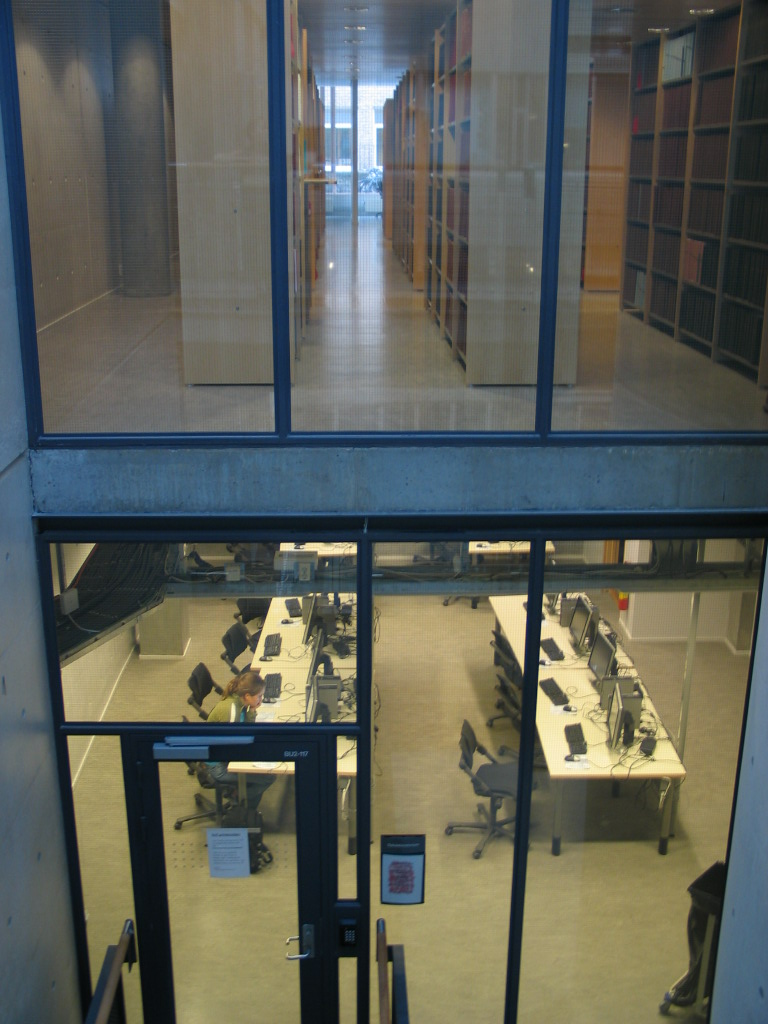
Biblioteka i pracownia informatyczna
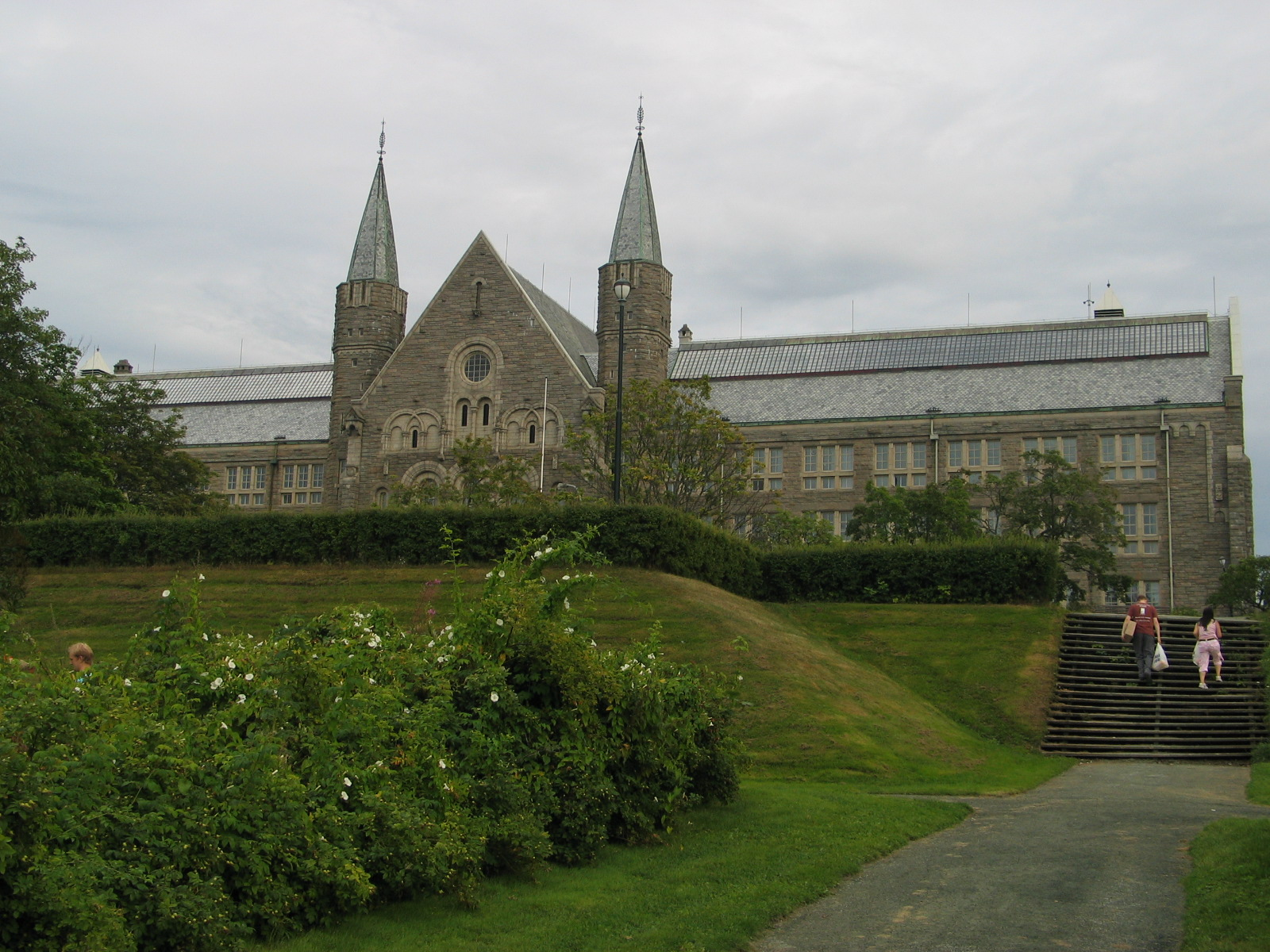
Widok od strony centrum
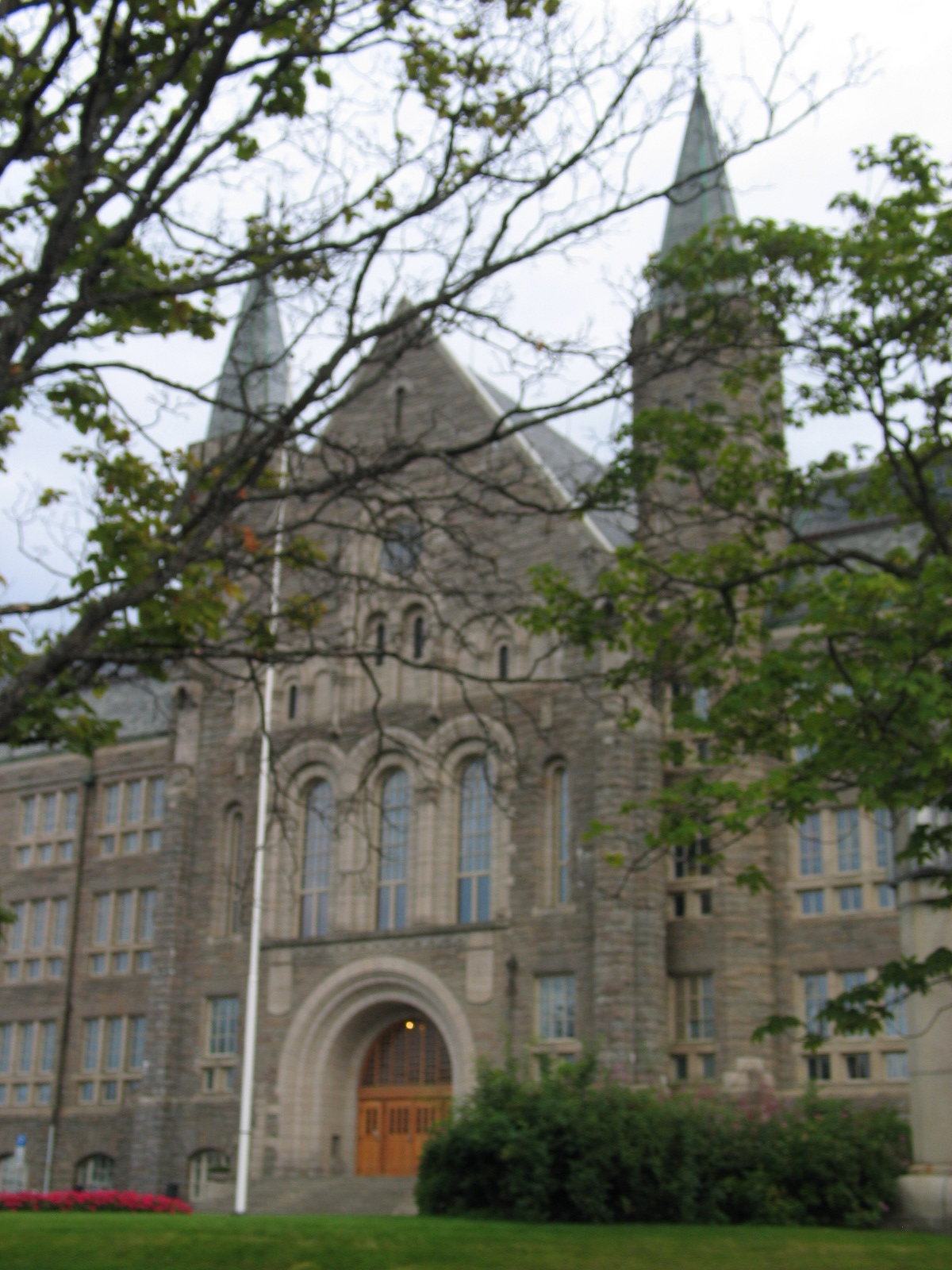
Budynek rektoratu
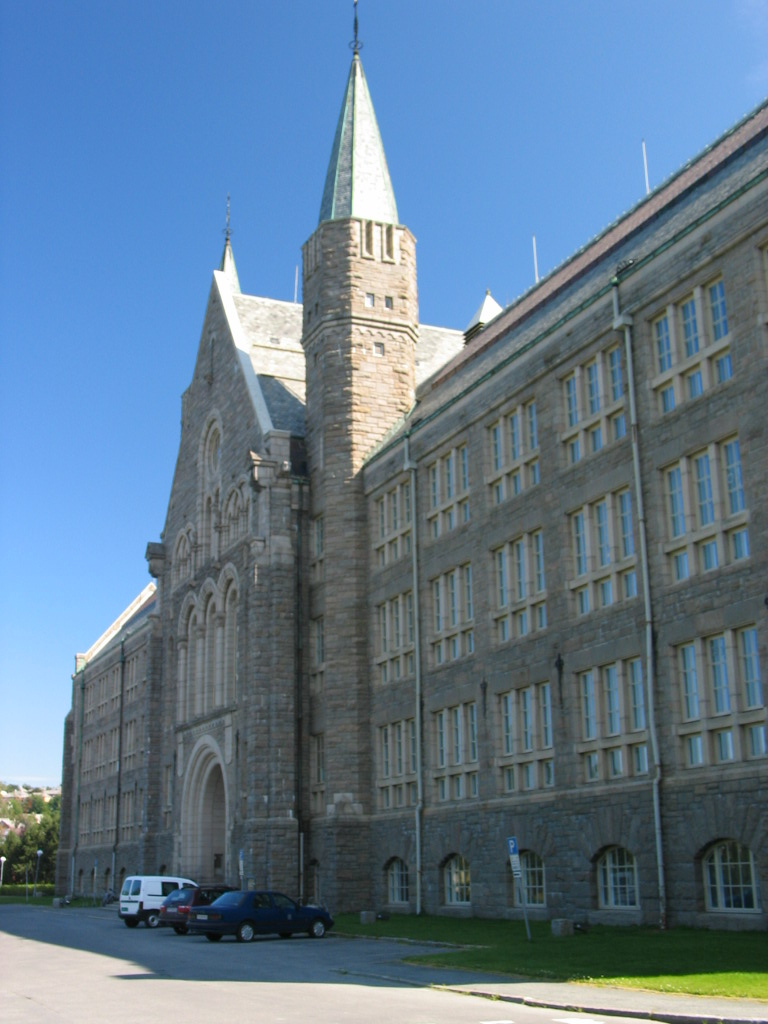
Budynek rektoratu